# Batalla de Tra Vinh Dong
La batalla de Tra Vinh Dong ocurrió en los días 14 y 15 de febrero de 1967 en el pueblo del mismo nombre en la provincia de Quang Ngai como parte de la Guerra de Vietnam. Tra Vinh Dong es única debido al hecho de que las fuerzas comunistas del Viet Cong y el ejército norvietnamita (EVN) fueron enfrentadas solo por la Infantería de Marina de la República de Corea (ROKMC). Un desertor del Viet Cong advirtió a los defensores de Tra Vinh Dong que habría un ataque, arruinando el factor sorpresa. No obstante, el EVN y Viet Cong tuvieron una ventaja obvia contra los pocos defensores de una base aislada.

## Desarrollo

### 14 de febrero
Fuerzas de los batallones 40a y 60a rodearon la compañía 11.ª del ROKMC, con el auxilio de una batallón de guerrilleros de Viet Cong de la provincia central de Quang Ngai. Con una fuerza de alrededor de 2 400 combatientes los norvietnamitas pensaron aislar la base de sus fuentes suministro y comunicación. Sabiendo que los defensores eran sur coreanos, los comunistas pensaron que un triunfo sobre un aliado de los Estados Unidos hubiera significado una derrota vergonzosa para la coalición de naciones que estaban participando en el esfuerzo anticomunista en Vietnam del Sur.

### 15 de febrero
Guerrilleros del Viet Cong intentaron sin éxito infiltrar las alambradas de púas, pues no supieron que los defensores ya estaban listos para pedir ayuda a la fuerza aérea. A pesar de que los surcoreanos sólo tenían 294 marines dispuestos a combatir en Tra Vinh Dong, ellos resistieron sin haltar, y causaron muchas bajas entre los rangos de los comunistas. En el corto enfrentamiento que seguía, más de 240 soldados comunistas murieron, y otros dos fueron hechos prisioneros por los marines. Los defensores sufrieron once muertos y 33 heridos, pero lograron repeler exitosamente una fuerza diez veces mayor. 

## Recuerdo de la Batalla
Tra Vinh Dong fue una batalla de importancia menor en la Guerra de Vietnam, pues es un acontecimiento integral en la historia militar de Corea del Sur. La Batalla de Tra Vinh Dong fue antes de una maniobra mayor de los fuerzos estadounidenses en el área al norte de Saigón llamado Johnson City. Pues como en cada uno de los frentes en que pelearon los dos lados en Vietnam del Sur, las derrotas comunistas solo fueron a corto plazo y con rapidez los guerrilleros de Viet Cong o regulares del EVN recogieron ellos posiciones anteriores en las selvas.  
Desde el ROKMC, Tra Vinh Dong es conocida como la pelea más distintiva en la historia del papel coreano en Vietnam del Sur, y una fuente de orgullo.